# Скорость передачи информации
Скорость передачи информации — количество информации, передаваемое по каналу связи в единицу времени. Является отношением средней взаимной информации между входными и выходными символами канала связи к среднему времени, затрачиваемому на передачу одного символа. Максимальная скорость передачи информации называется пропускной способностью канала.  

## Определение
Скоростью передачи информации по дискретному каналу связи (между входом модулятора передатчика и выходом демодулятора приёмника) называется величина:
{\displaystyle R={\frac {I(A,B)}{T_{s}}}=H'(A)-H'(A|B),}
где
{\displaystyle T_{s}=1/\nu } — среднее время, затрачиваемое на передачу одного символа, {\displaystyle \nu } — средняя скорость передачи символов.
{\displaystyle I(A,B)=H(A)-H(A|B)} — средняя взаимная информация между входными {\displaystyle A} символами канала и выходными {\displaystyle B} символами канала,
{\displaystyle H'(A)={\frac {1}{T_{s}}}H(A)} — производительность источника сообщений, {\displaystyle H(A)} — энтропия источника сообщений, которая является средним количеством переданной информации в одном символе источника или степенью неопределенности передачи того или иного символа.
В случае передачи независимых друг от друга символов энтропия источника равна:
{\displaystyle H(A)=-\sum _{i=1}^{M}{p(a_{i})\log _{2}(p(a_{i}))},}
где
{\displaystyle p(a_{i})} — априорная вероятность появления (передачи) символа {\displaystyle a_{i}},
{\displaystyle M} — объём канального алфавита (число различных значений символов канального алфавита).
Максимальное значении энтропии {\displaystyle H(A)} равно {\displaystyle \log _{2}(M)} и наблюдается в случае, когда все символы источника равновероятны, то есть {\displaystyle p(a_{i})=1/M}. В случае, когда по каналу передаётся только один символ ({\displaystyle p(a_{i})=1} и {\displaystyle p(a_{j})=0} для всех  {\displaystyle i\neq j}) значение {\displaystyle H(A)} равно нулю, что означает полную определённости в выборе передаваемого символа.
Величина 
{\displaystyle H'(A|B)={\frac {1}{T_{s}}}H(A|B)}
называется ненадежностью, отнесённой к единице времени, {\displaystyle H(A|B)} является условной энтропией и называется ненадежностью, то есть средним количеством информации, теряемой при передаче информации и являющейся мерой неопределённости принятого символа. Эта величина зависит от вероятности ошибочного приема символов источника.
В случае передачи информации независимыми символами по дискретному {\displaystyle M}-ичному симметричному каналу, то есть для которого алфавиты на входе и выходе канала одинаковы, априорные вероятности входных и выходных символов канала одинаковы и вероятности перехода из входного символа {\displaystyle a_{i}} в выходной символ {\displaystyle b_{j}} определяются как: {\displaystyle p(b_{j}|a_{i})={\begin{cases}{\frac {p_{\text{ош}}}{M-1}},i\neq j\\1-p_{\text{ош}},i=j\\\end{cases}}}, ненадежность равна:   
{\displaystyle H(A|B)=-(1-p_{\text{ош}})\log _{2}(1-p_{\text{ош}})-p_{\text{ош}}\log _{2}{\frac {p_{\text{ош}}}{M-1}}.}
где {\displaystyle p_{\text{ош}}} — вероятность ошибочного приёма символа.
Для канала без шума ненадежность {\displaystyle H(A|B)} равна нулю, поэтому скорость передачи информации равна производительности источника: {\displaystyle R=H'(A)}.

## Отличие скорости передачи информации от скорости создания информации
Отличие скорости передачи информации {\displaystyle R} от скорости {\displaystyle R_{b}=1/T_{b}=\log _{2}(M)/T_{s}} при равномерном кодировании символов источника состоит в том, что {\displaystyle R} является действительной скоростью передачи информации, а {\displaystyle R_{b}} — скоростью создания информации (технической скоростью передачи информации (битов)), где {\displaystyle T_{b}} — длительность бита. В случае отсутствия шума в канале связи (вероятность ошибочного приема символов {\displaystyle p_{\text{ош}}} равна нулю), то есть {\displaystyle H(A|B)=0} и одинаковой априорной вероятности передачи символов, то есть {\displaystyle p(a_{i})=1/M}, эти величины являются равными. В случае наличия шума часть информации оказывается принятой неправильно, что эквивалентно тому, что действительная скорость передачи информации уменьшается. В двоичном канале ({\displaystyle M=2}), в случае когда вероятность ошибочного приёма символов равна {\displaystyle p_{\text{ош}}=1/2}, действительная скорость передачи информации равна нулю, так как примерно половина символов окажутся принятыми неправильно, то есть никакой действительной передачи информации не будет происходить, хотя скорость создания информации останется неизменной.